# North Tyneside
North Tyneside est un district métropolitain du Tyne and Wear, en Angleterre.
Le district est créé en 1974, par le Local Government Act 1972. Il est issu de la fusion du county borough de Tynemouth avec le district de Wallsend, une partie du district de Whitley Bay, le district urbain de Longbenton et une partie du district urbain de Seaton Valley, qui faisaient partie du Northumberland.
Il fait partie de l'autorité combinée du nord de la Tyne, créée en 2018.